# Effet Bradley
Pour les articles homonymes, voir Bradley.
L'effet Bradley (en anglais Bradley effect), quelquefois aussi appelé l'effet Wilder, est le nom donné aux États-Unis au décalage souvent observé entre les sondages électoraux et les résultats des élections américaines quand un candidat blanc est opposé à un candidat non blanc (noir, hispanique, latino, asiatique ou océanien),. Le nom du phénomène vient de Tom Bradley, un Afro-Américain qui perdit l'élection de 1982 au poste de gouverneur de Californie, à la surprise générale, alors qu'il était largement en tête dans tous les sondages. L'effet Bradley reflète une tendance de la part des votants, noirs aussi bien que blancs, à dire aux sondeurs qu'ils sont indécis ou qu'ils vont probablement voter pour le candidat noir ou issu de la minorité ethnique mais qui, le jour de l'élection, votent pour son opposant blanc.
Une des théories pour expliquer l'effet Bradley est que certains électeurs donnent une réponse fausse lors des sondages, de peur qu'en déclarant leur réelle préférence, ils ne prêtent le flanc à la critique d'une motivation raciale de leur vote. Cet effet est similaire à celui d'une personne refusant de discuter de son choix électoral. Si la personne déclare qu'elle est indécise, elle peut ainsi éviter d'être forcée à entrer dans une discussion politique avec une personne partisane. La réticence à donner une réponse exacte s'étend parfois jusqu'aux sondages dits de sortie de bureau de vote. La façon dont les sondeurs conduisent l'interview peut être un déterminant dans la réponse du sondé. Certains sondeurs pensent qu'ils ne reçoivent pas volontairement une fausse réponse de la part des électeurs blancs et que l'effet Bradley est dû à l'incapacité des instituts de sondage à trouver l'orientation politique globale parmi les électeurs qui sont indécis entre démocrates et républicains.
Pour l'élection présidentielle américaine de 2008, certains analystes estimaient que l'effet Bradley pouvait faire perdre 6 points à Barack Obama entre son pourcentage dans les sondages et celui de l'élection, d'autres le considérant comme une légende sociologique.

## Origine de l'expression
En 1982, Tom Bradley, qui fut longtemps maire de Los Angeles, s'est présenté comme candidat du Parti démocrate au poste de gouverneur de Californie contre le candidat républicain George Deukmejian, qui était blanc. Les sondages dans les derniers jours avant les élections plaçaient systématiquement Bradley en tête. En se fondant sur les sondages de sortie des urnes, un certain nombre de médias ont prédit la victoire de Bradley au point que les premières éditions du San Francisco Chronicle du lendemain présentait en manchette un titre qui proclamait : « Bradley : victoire en vue. » Malgré tout, Bradley a perdu de peu. Des recherches faites après les élections ont montré que le pourcentage d'électeurs blancs à avoir réellement voté en faveur de Bradley avait été plus faible que les sondages ne l'avaient prévu, tandis que des électeurs, classés comme « indécis » avaient voté pour Deukmejian en quantité statistiquement anormale.
Un mois avant les élections, Bill Roberts, directeur de campagne de Deukmejian avait prédit que des électeurs blancs finiraient par voter pour son candidat. Il déclarait s'attendre à ce que Deukmejian reçût environ 5 pour cent de voix supplémentaires par rapport aux chiffres indiqués par les sondages, du fait que des électeurs blancs avaient donné des réponses inexactes de peur d'être accusés de préjugés raciaux. Deukmejian désavoua les commentaires de Roberts qui dut démissionner de son poste de directeur de campagne.
Un comportement analogue des électeurs fut remarqué en 1989 dans l'élection au poste de gouverneur de Virginie où se présentaient un candidat démocrate, L. Douglas Wilder qui était afro-américain, et le républicain Marshall Coleman qui était blanc. Wilder a fini par l'emporter, mais de moins d'un demi pour cent, alors que les sondages préélectoraux lui donnaient en moyenne une avance de 9%. Cette discordance fut attribuée à des électeurs blancs qui s'étaient présentés aux enquêteurs comme indécis alors qu'ils votèrent réellement en faveur de Marshall Coleman.
Après l'élection au poste de gouverneur de Virginie en 1989, l'« effet Bradley » a été parfois appelé l'« effet Wilder ». Les deux termes sont encore utilisés, et on dit parfois mais moins fréquemment « effet Dinkins » en référence à l'élection de David Dinkins comme maire de New York en 1989 contre Rudy Giuliani.

## De 1983 à 1992
On a cité d'autres élections comme des manifestations possibles de l'effet Bradley, par exemple celle de 1983 pour la mairie de Chicago, la primaire démocrate de 1988 dans le Wisconsin pour la présidence des États-Unis, et l'élection de 1989 pour la mairie de New York.
À l'élection de 1983, à la mairie de Chicago, un candidat noir, Harold Washington, affrontait un candidat blanc, Bernard Epton. Plus encore que pour l'élection au poste de gouverneur de Californie l'année précédente, la compétition Washington-Epton a montré un arrière-plan racial manifeste tout au long de la campagne. Deux sondages effectués environ deux semaines avant l'élection attribuaient à Washington une avance de 14 points, chiffre que confirmait un dernier sondage, trois jours seulement avant les élections. Le résultat final, cependant, n'a donné à Washington que quatre points d'avance.
En 1988 à la primaire présidentielle démocrate dans le Wisconsin, des sondages préélectoraux permettaient de supposer que le candidat noir Jesse Jackson - à l'époque un concurrent sérieux du candidat blanc Michael Dukakis, qui était le favori - était susceptible de recevoir environ un tiers du vote blanc. Au bout du compte, toutefois, seul un quart de ce vote s'est porté sur Jackson, dans cet État à forte majorité blanche, contribuant à une large victoire pour Dukakis sur Jackson.
En 1989, pour la course à la mairie de New York, un sondage effectué un peu plus d'une semaine avant l'élection donnait au candidat noir démocrate, David Dinkins, une avance de 18 points sur le candidat blanc républicain Rudy Giuliani. Quatre jours avant les élections, un nouveau sondage montrait que l'avance avait diminué, mais restait encore à 14 points. Le jour de l'élection, Dinkins ne l'a emporté que de deux points.

## Sources
- (en) Cet article est partiellement ou en totalité issu de l’article de Wikipédia en anglais intitulé « Bradley effect » (voir la liste des auteurs).